# Le Soldat Thomas
Le Soldat Thomas (To the Last man) est le troisième épisode de la deuxième saison de la série Torchwood.

## Résumé
Tous les ans, Tommy Brockless, un soldat cryogénisé par Torchwood en 1918 doit sortir pendant une journée de son coma. Il semblerait que le sacrifice de ce soldat pourrait sauver le monde d'un possible paradoxe temporel. Or, avec le temps, il a noué quelques liens avec Tosh.

## Continuité avec leWhoniverse
- Tommy remarque à quel point il est ridicule de sauver le monde en pyjama. La même remarque est faite par le Docteur dans l'épisode L'Invasion de Noël. On peut noter aussi une possible référence au personnage d'Arthur Dent.
- Owen explique à Tosh que se lier d'amitié avec quelqu'un d'un autre temps peut être dangereux (voir les événements de Hors du Temps)
- Le site de la BBC propose une biographie des personnages de l'équipe Torchwood de 1918, ainsi qu'un manuel expliquant ce qu'il faut faire en cas de paradoxe temporel.

## Production
- Selon John Barrowman, la scène de baiser entre lui et Gareth David-Lloyd (Ianto) a duré au moins deux voire trois minutes. L'équipe technique voulait juste voir jusqu'où ils iraient[1].

## Musique
- One of this Morning par Moby au début de l'épisode lorsque Tosh se prépare et à la toute fin de l'épisode.
- She's Got You High par Mumm-Ra (dans le Pub lorsque Toshiko et Tommy jouent au billard.)
- Squares par The Beta Band (dans le Pub, après que Tommy ait vu les infos.)